# Бунзен, Роберт Вильгельм
Роберт Вильгельм Бу́нзен (нем. Robert Wilhelm Bunsen; 31 марта (по некоторым данным 30 марта) 1811 года, Гёттинген — 16 августа 1899 года, Гейдельберг) — немецкий химик-экспериментатор.

## Биография
Бунзен родился в Гёттингене, четвёртым сыном профессора литературы Кристиана Бунзена (1770—1837). Первоначальное образование Бунзен получил в гимназиях — гёттингенской и гольцмюнденской, а в 1828 году поступил в университет своего родного города, где изучал физику, химию и геологию.
Завершив своё образование в Париже, Берлине и Вене, он защитил в 1833 году диссертацию по химии в Геттингенском университете, а в 1836 году занял кафедру химии в Кассельском политехническом институте, освободившуюся по уходу оттуда Вёлера. В Касселе он пробыл до 1838 года, пока не был приглашён в качестве экстраординарного профессора химии в Марбургский университет, где в 1841 году был избран ординарным профессором и директором химического института.
В 1846 году вместе со знаменитым геологом Вольфгангом Сарториусом посетил Исландию.
В 1851 году Бунзен переселился в Бреслау по приглашению университета и предпринял там постройку химической лаборатории. Но вскоре (в 1852 году) Бунзен покинул Бреслау и занял кафедру химии в Гейдельбергском университете. Здесь на своём 50-летнем докторском юбилее, 17 октября 1861 года, Бунзен получил чин тайного советника первого класса и только в 1889 году передал кафедру Виктору Мейеру.
После отставки он посвятил себя занятиям геологией (ещё во время пребывания в Исландии он изучал гейзеры и дал объяснение этому природному явлению).

## Научные достижения
Первые работы Бунзена касаются различных вопросов неорганической химии, но вскоре его внимание было привлечено арсеноорганическими соединениями. Результатом этих исследований стало, кроме прочего, получение какодила (арсендиметила), с таким восторгом встреченное сторонниками теории сложных радикалов. Работы с газообразными веществами привели Бунзена к открытию новых методов, совокупность которых создала нынешний анализ газов.
Наиболее важным и замечательным открытием Бунзена, сделанным им в сообществе с его другом Густавом Кирхгофом в 1860 году является спектральный анализ, с помощью которого, как самим Бунзеном, так и другими химиками, было открыто немало новых редких элементов, встречающихся в природе лишь в очень малых количествах (рубидий, цезий и др.).
Своими исследованиями в области органической, физической, аналитической, и минеральной химии Бунзен много содействовал развитию химических знаний и всюду умел предложить новые, оригинальные методы; его профессорская и педагогическая деятельность, охватывающая более половины столетия, была весьма плодотворна: у Бунзена в Гейдельберге учились точным приемам анализа и минеральной химии значительное количество учителей химии не только из немцев, но из англичан и русских. Среди тех, кто учился и работал у Бунзена, обретаясь в конце 1850-х — начале 1860-х в гейдельбергской русской колонии, были Д. И. Менделеев, И. М. Сеченов, А. П. Бородин, К. А. Тимирязев, Д. А. Лачинов, А. Г. Столетов, Ф. Ф. Бейльштейн и многие другие выдающиеся естествоведы эпохи.
Кроме упомянутых работ в области химии, особенного внимания заслуживают: открытие рубидия и цезия и изучение этих редких элементов, исследование двойных цианистых солей, работы относительно химического сходства, определение атомного веса индия, анализы пороховых газов (совместно с Л. Н. Шишковым) и газов доменных печей, систематическое изложение реакций окрашивания в пламени бунзеновской горелки.
Человечество обязано Бунзену открытием противоядия (водной окиси железа) при отравлении мышьяком (мышьяковистой кислотой). Во время своей летней поездки в Исландию, в 1846 году, Бунзен произвел целый ряд геолого-химических исследований, весьма важных для понимания вулканических явлений. К области физики и физической химии относятся исследования относительных удельных весов, влияния давления на температуру затвердевания расплавленных веществ; исследования, иллюстрирующие справедливость закона Генри — Дальтона о зависимости растворимости газов от давления, работы относительно явлений горения газов и о сгущении сухой угольной кислоты на поверхности стекла, калориметрические исследования и др.; сюда же примыкают: получение электролитическим путём щелочных и щёлочноземельных металлов и фотохимические исследования (например, закон взаимозаместимости); магнезиальный свет, нашедший себе применение в фотографии и для других целей, также открыт в 1860 году Бунзеном, впервые получившим магний в больших количествах.
В химической и физической практике в большом ходу многие приборы, изобретенные Бунзеном и носящие его имя, например: Колба Бунзена, Бунзеновская горелка, Бунзеновский водяной насос и регулятор, Бунзеновская батарея, Бунзеновский абсорбциометр и др.

## Публикации
Большинство работ Бунзена напечатано в специальных химических журналах (главным образом «Liebig’s Annalen der Chemie und Pharmacie» и «Poggendorff’s Annalen der Physik und Chemie»).
В отдельном издании имеются следующие сочинения:
- «Enumeratio ас descriptio Hygrometrorum» (Геттинг., 1830);
- «Das Eisenoxyd, ein Gegengift der arsenigen Sдure»(вместе с Бертольдом, Геттинген, 1834; 2 изд., 1837);
- «Schreiben an Berzelius ьber die Reise nach Island» (Марб., 1846);
- «Ueber eine volumetrische Methode von sehr allgemeiner Anwendbarkeit» (Гейдельб., 1854);
- «Gasometrische Methoden» (Брауншвейг, 1857; 2 изд., 1877; перевед. Роско на английский и Шнейдером на французский яз.);
- «Anleitung zur Analyse der Aschen und Mineralwasser» (Гейдельб., 1874).

Важнейшие работы, помещенные в Poggendorff’s Annalen:
- «Eigenthumliche Verbindungen d. Doppelcyanure mil Ammoniak», 34, 131;
- «Untersuchung d. Doppelcyanure», 36, 404;
- «Organische Verbindungen mit Arsen als Bestandtheil» 40, 219 и 42, 145;
- «Untersuchung d. Hochofengase und deren Benutz. als Brennmaterial», 45, 339 und 46. 193;
- «Spannkraft einig. condensirt. Gase», 46, 97;
- «Untersuchung d. Gichtgase d. Kupferschieferofens zu Friedrichshutte», 50, 81 и 637;
- «Anwendung der Kohle z. Voltasch. Batterien», 54, 417;
- «Bereit. ein. Kohle als Ersatz d. Platins in d. Grove’schen Kette», 55, 265;
- «Verbesserte Kohlenbatterie», 60, 402;
- «Physikalische Beobachtungen uber die Geisire Islands», 72, 159;
- «Einfluss d. Drucks auf die chem. Natur d. pluton. Gesteine», 81, 562;
- «Ueber die Processe vulcan. Gesteinsbildung in Island», 83, 197;
- «Darstellung d. metall Chroms auf galvan. Wege», 91, 619;
- «Ueber electrolytische Gewinnung d. Erd- u. Alkalimetalle», 92, 648;
- «Zur Kenntnis d. Сдsiums», 119, 1;
- «Thermoketten von grosser Wirksamkeit», 123, 505;
- «Ueber die Erscheinungen beim Absorptionsspectrum des Didyms», 128, 100;
- «Ueber die Temperatur der Flammen des Kohlenoxyds und Wasserstoffs», 131, 161;
- «Calorimetrische Untersuchungen», 141, 1;
- «Spectralanalytische Untersuchungen», 155, 230 и 366:
- «Verdichtung v. trockner Kohlensuare an blanken Glasflachen» 20, 545 (1883) и 22, 145 (1884);
- «Ueber Kapillare. Gasabsorption», 24, 321 (1885);
- «Zersetzung des Glases durch Kohlensдure enthaltende Capillare Wasserschicht», 29, 161 (1886);
- «Ueber die Dampfcalorimeter», 31, 1 (1887).

Совместно с Л. Н. Шишковым:
- «Chemische Theorie des Schisspulvers», 102, 321.

Вместе с Роско (Roscoe):
- «Photochemische Untersuchungen», 96, 373; 100, 43; 100, 481;101, 235; 108, 193; 117, 529.

С Кирхгофом:
- «Chemische Analyse durch Spectralbeobachtungen», 110. 161; 113, 337.

В Liebig’s Annalen:
- «Untersuchungen uber die Kakodylreihe», 37, 1; 42, 14; 46, 1;
- «Beitrag zur Kenntniss d. island. Tulfgebierges», 61, 265;
- «Ueber d. innern Zusammenhang d. pseudovulcan. Erschein. Islands», 62, 1 и 65, 70 (Bemerkungen);
- «Ueber quantitative Bestimmung d. Harnstoffs», 65, 375;
- «Darstellung des Magnesiums auf electrolyt. Wege», 82, 137;
- «Zusammensetzung d. Jodstickstoffs», 84, 1;
- «Untersuch. uber d. chem. Verwandschaft», 85, 137;
- «Ueber Sartorius v. Waltershausen’s Theorie d. Gesteinsbild», 89, 90;
- «Darstellung d. Lithiums», 94, 107; «Darstellung reiner Cerverbindungen; Ceroxyde», 105, 40 и 45;
- «Unterscheidung und Trennung d. Arseniks von Antimon und Zinn», 106, 1;
- «Lothrohrversuche», 111, 257;
- «Flammenreactionen», 138, 257;
- «Verfahren zur Bestimmung des specif. Gewichts von Dдmpfen und Gasen», 141, 273;
- «Ueber das Rhodium», 146, 265;
- «Ueber das Auswaschen der Niederschlage», 148, 269;
- «Trennung d. Antimons vom Arsenik», 192, 305.

Вместе с Баром:
- «Ueber Erbinerde uud Yttererde», 137, 1.

Этот далеко не полный список работ свидетельствует о разностороннем и необыкновенном даровании Бунзена, как химика-экспериментатора, и о тех важных заслугах, которыми ему обязана наука.

## Память
В честь Роберта Вильгельма Бунзена в 1964 году назван кратер на Луне.